# Кляпиничи
Кляпиничи (бел. Кляпінічы) — деревня в Комсеничском сельсовете Круглянского района Могилёвской области Белоруссии.

## География
Деревня Кляпиничи расположена в 18 км на юго-восток от города Круглое, 63 км от Могилёва, 36 км от ж/д Толочин на линии Орша — Минск. Рельеф равнинный. На востоке проходят мелеорационные каналы, соединённые с рекой Вабич (приток реки Друть). Транспортные связи по шоссе Головчин — Круглое, которое проходит рядом с деревней.
По переписи 2007 года — 63 хозяйства, 142 жителя.

## История
Деревня известна с XVIII века, как владение Михаила Огинского, великого гетмана литовского.
В 1777 году — деревня в Могилёвском повете. В 1785 году — 54 двора, 315 жителя, в составе имения Ильковичи, принадлежала княгине Е. Р. Дашковой.
В 1834 году — в деревне 216 жителей. В 1846 году — 43 двора, 298 жителей, в составе имения Круча. В 1880 году — 56 дворов, 389 жителей.
Кроме земледелия селяне занимались производством льняного и пенькового волокна и ткани, различных деревянных изделий, посуды, обуви, бочек, овечьей шерсти.
Согласно переписи 1897 года — в Чернорутской волости Могилёвского повета, 75 дворов, 484 жителя. Имелись школы грамоты, хлебозапасный магазин, постоялый дом.
В 1909 году — 82 двора, 615 жителя, школа грамоты переделана в земскую.
После революции на базе дореволюционной школы открыта рабочая школа 1-й ступени, в которой в 1923 году обучалось 40 детей. Для школы была выделена в бывшем фольварке Бушовка 1 десятина земли.
С 20 августа 1924 года — в Круглянском районе. В 1926 году — 84 двор, 402 жителя. В 1931—35 — в Шкловском районе. С 20 февраля 1938 года — В Могилёвской области.
В 1993 году — 76 хозяйств, 176 жителей.

## Образование, досуг
На территории деревни расположен «Дом культуры».

## Знаменитые уроженцы и жители деревни
- Грушецкий Дмитрий Федотович — уроженец Могилёвской губернии и уезда, д. Клапиничи. Унтер-офицер, линкор «Андрей Первозванный». Умер во время Первой мировой войны 1914-18 гг. от туберкулёза 6 февраля 1916 г. в Гельсинфоргском морском госпитале. Похоронен на базе Балтийского флота в порту Гельсинфорс (Финляндия), на местном православном кладбище[6].
- Кротов Никифор Дмитриевич (вписан в «Белорусский „Мемориал“») — родился в 1894 г., д. Кляпиничи, белорус; заведующий, неполная средняя школа. Проживал: Могилевская обл., Круглянский р-н, д. Кляпиничи. Арестован 13 ноября 1937 г. Приговорен: судебный орган 17 ноября 1937 г., обв.: 68 — Шпионаж. Приговор: ВМН Расстрелян 20 декабря 1937 г.. Реабилитирован 17 мая 1958 г. Военным трибуналом БВО[7].
- Кротов Николай — член Белорусской молодежной общественной организации спасателей-пожарных. 20 февраля 2010 г., вместе с соседом, Королёвым Н. С., спасли из пожара односельчанина-пенсионера инвалида II группы[8].